# British Universities and Colleges Sport
British Universities & Colleges Sport (BUCS) est l'organe directeur du sport pour l'enseignement supérieur au Royaume-Uni formé en juin 2008, à la suite d'une fusion des organisations de la British Universities Sports Association (BUSA) et des University College Sport (UCS). BUCS est responsable de l'organisation de plus de 52 sports interuniversitaires pour plus de 165 universités et collèges supérieurs au Royaume-Uni avec 6000 équipes en compétition dans 850 ligues et les équipes représentatives pour les Championnats du monde universitaires et les Jeux mondiaux universitaires. Anne du Royaume-Uni est la patronne de BUCS,,.

## BUCS Points
Les points BUCS sont attribués aux institutions en fonction de leur classement dans les ligues et les événements. L'accumulation de ces points détermine quelle institution devient le champion BUCS global. L'Université de Loughborough a dominé le tableau des points au cours des 40 dernières années, mais lorsque la saison 2019-2020 a été suspendue en raison de COVID-19, l'Université de Nottingham était en tête du classement mais aucune compétition n'a eu lieu, et le tableau des points a été annulé pour la saison 2019-20. En raison de la pandémie de coronavirus, la saison 2020-21 complète n'a pas non plus pu se poursuivre et les points BUCS n'ont pas été attribués.
| Saison | 2018-19                    | 2017-18                    | 2016-17                    |
| ------ | -------------------------- | -------------------------- | -------------------------- |
| 1er    | Université de Loughborough | Université de Loughborough | Université de Loughborough |
| 2ème   | Université de Nottingham   | Université de Durham       | Université de Durham       |
| 3ème   | Université de Durham       | Université d'Edimbourgh    | Université d'Edimbourgh    |
| 4ème   | Université d'Edimbourgh    | Université de Nottingham   | Université de Nottingham   |
| 5ème   | Université de Exeter       | Université de Bath         | Université d'Exeter        |

## Hall of Fame
En 2019, BUCS a présenté le Hall of Fame pour célébrer le centenaire du sport universitaire britannique et reconnaître le dévouement et les réalisations individuelles dans le sport. La liste non exhaustive inclut :
- Bill Slater CBE.
- Christine Ohuruogu MBE.
- Dame Jessica Ennis-Hill.
- Dame Katherine Grainger DBE.
- Dr Deng Yaping.
- Eric Liddell.
- Sir Gareth Edwards CBE.
- Sir Roger Bannister CH CBE.

### Sports
BUCS a 52 sports représentés au sein des ligues et des événements:
- Football américain
- Tir à l'arc
- Athlétisme
- Badminton
- Baseball et softball
- Basketball
- Boxing
- Canoë
- Ball-trap
- Escalade
- Cricket
- Cyclisme
- Plongée
- Equitation
- Fencing
- Football
- Futsal
- Football gaélique
- Golf
- Gymnastique
- Handball
- Hockey sur gazon
- Jiu jitsu
- Judo
- Karate
- Korfball
- Lacrosse
- Biathlon et pentathlon moderne
- Netball
- Course d'orientation
- Haltérophilie handisport
- Billard américain et snooker
- Tir sportif
- Aviron
- Rugby league
- Rugby union (incluant le rugby à sept)
- Nautisme
- Sport d'hiver
- Squash
- Surf
- Natation
- Tennis de table
- Taekwondo
- Tennis
- Trampoline
- Triathlon
- Ultimate
- Volleyball
- Water polo
- Haltérophilie
- Basket-ball en fauteuil roulant
- Planche à voile